# Verband Deutscher Sporttaucher
Der Verband Deutscher Sporttaucher e. V. (VDST) ist eine Tauchorganisation, organisiert im Deutschen Olympischen Sportbund (DOSB), und ist dort der Spitzenverband für Tauchsport. Der eingetragene Verein mit Sitz und Bundesgeschäftsstelle in Offenbach am Main ist als gemeinnützig anerkannt.
Weiterhin ist der VDST der einzige deutsche Vertreter der CMAS. Mit seinen 69.197 Vereinsmitgliedern in 896 Vereinen, 11.022 Direktmitgliedern, 93 Tauchschulen und weltweit angeschlossenen Dive Centern sowie den 17 Landestauchsportverbänden hatte er 2020 insgesamt 81.225 Mitglieder. Der VDST ist eine der größten Non-Profit-Tauchorganisationen der Welt. Die Mitgliedschaft in der CMAS, d. h. die Einhaltung der CMAS Richtlinien, sichert die weltweite Anerkennung der Tauchausbildung des VDST, d. h. die Anerkennung der VDST Brevet's (Tauchsportabzeichen).

## Gründung
Bis 1954 gab es in Deutschland keinen Dachverband für den Tauchsport. Daher veröffentlichte die Redaktion der vom ehemaligen Tauchsportunternehmen Barakuda (1949–1986) herausgegebenen Tauchsportzeitschrift Delphin in Heft 6 (September) 1954 einen Aufruf, wonach alle interessierten Tauchsportvereine mindestens einen Delegierten auf die Bundestagung der Deutschen Tauchsportvereine am 17. Oktober 1954 nach Düsseldorf entsenden sollten. Dort fand zu gleicher Zeit die Internationale Jagd- und Fischereiausstellung statt. Dies sollte der Rahmen sein, um einen Tauchsport-Dachverband zu gründen.
Es fanden sich Vertreter folgender Vereine ein:
- Deutscher Unterwasserclub Braunschweig
- Deutscher Unterwasserclub Düsseldorf
- Arbeitskreis für Unterwasserkunde der Geographischen Gesellschaft Düsseldorf
- Deutscher Unterwasser-Club Hamburg e. V.
- Deutscher Unterwasserclub Hannover
- Tauchgruppe Kiel
- Deutscher Unterwasserclub Krefeld
- Deutscher Tauchclub München
- Süddeutscher Tauchclub 1950 München
- Deutscher Unterwasserclub Münster
- Tauch- und Yachtclub Saar
- Unterwasserforschungsgruppe Bodensee, Überlingen
- Sporttauchgruppe Nordrhein-Westfalen, Viersen-Essen

Die Delegierten gründeten am 17. Oktober 1954 den Verband Deutscher Sporttaucher e. V. Der erste (vorläufige) Vorstand bestand aus Klaus Meißner, (Hamburg), Jens-Peter Paulsen (Hamburg), Hans Reinerth (Überlingen), Rainer Schwarz (München, Vorsitzender) und Herbert Völsch (Krefeld).

## Ziele des Verbandes
Ziele des VDST sind (gem. Vereinssatzung):
- die Förderung des Tauchsports und seiner Entwicklung, vor allem in seinem Jugendbereich
- das Sichern fachlicher und überfachlicher Qualifikation im Bereich Tauchsport
- Förderung des Umweltschutzes im Tauchsport
- Ausbildungen nach den Richtlinien des VDST

## Ausbildung beim VDST

Ausbildungsschema VDST und CMAS Germany

Mit Beginn des Jahres 2021 hat der VDST die Bezeichnung „German Diver License“ (GDL) eingeführt anstelle der bisherigen Bezeichnung VDST (Motto Die German Diver Licence ist vom VDST und die German Diver Licence ist der VDST!). Insofern haben sich alle in den folgenden Abschnitten genannten Bezeichnungen der Brevets geändert.

### GDL Junior früher Kindertauchsportabzeichen (VDST-KTSA)
Der VDST bietet Kindertauchausbildung für Kinder ab einem Alter von 6 Jahren im Schnorcheln an und bildet ab 8 Jahren im Gerätetauchen (im Hallenbad) aus. Ab 12 Jahren kann der „Grundtauchschein“ erworben werden, der die Grundlagen des DTSA✶ (CMAS✶) im Hallenbad beinhaltet.
| Kindertauchsportabzeichen (KTSA) | Kindertauchsportabzeichen (KTSA) | Kindertauchsportabzeichen (KTSA)                        | Kindertauchsportabzeichen (KTSA)                                       | Kindertauchsportabzeichen (KTSA)   | Kindertauchsportabzeichen (KTSA) | Kindertauchsportabzeichen (KTSA)             | Kindertauchsportabzeichen (KTSA) |
| Schnorcheln                      | Abzeichen                        | Gerätetauchen                                           | Abzeichen                                                              | Apnoetauchen                       | Abzeichen                        | Kinderspezialkurse                           | Abzeichen                        |
| -------------------------------- | -------------------------------- | ------------------------------------------------------- | ---------------------------------------------------------------------- | ---------------------------------- | -------------------------------- | -------------------------------------------- | -------------------------------- |
| Otter (ab 6 Jahre)               | VDST Aufkleber + Urkunde         | GDL Junior✶ (KTSA Bronze) (CMAS Junior✶; ab 8 Jahre)    | VDST Aufkleber / Scheckkarte GDL Junior✶/ Scheckkarte CMAS Junior✶     | KTSA Junior Apnoe✶ (ab 8 Jahre)    | VDST Aufkleber /Scheckkarte      | Tarieren (ab 8 Jahre + KTSA Bronze)          | VDST Aufkleber                   |
| Robbe (ab 7 Jahre)               | VDST Aufkleber + Urkunde         | GDL Junior✶✶ (KTSA Silber) (CMAS Junior✶✶; ab 10 Jahre) | VDST Aufkleber / Scheckkarte GDL Junior✶✶/ Scheckkarte CMAS Junior✶✶   | KTSA Junior Apnoe✶✶ (ab 10 Jahre)  | VDST Aufkleber /Scheckkarte      | Lebensraum Wasser (ab 8 Jahre + KTSA Bronze) | VDST Aufkleber                   |
| Schnuppertauchen (ab 8 Jahre)    | Urkunde                          | GDL Junior✶✶✶ (KTSA Gold) (CMAS Junior✶✶✶; ab 12 Jahre) | VDST Aufkleber / Scheckkarte GDL Junior✶✶✶/ Scheckkarte CMAS Junior✶✶✶ | KTSA Junior Apnoe✶✶✶ (ab 12 Jahre) | VDST Aufkleber /Scheckkarte      | Gruppentauchen (ab 10 Jahre + KTSA Silber)   | VDST Aufkleber                   |
| –                                | –                                | DTSA Grundtauchschein (Basic Diver; ab 12 Jahre)        | VDST-Einkleber für den Taucherpass                                     | –                                  | –                                | Orientierung (ab 10 Jahre+ KTSA Silber)      | VDST Aufkleber                   |
| –                                | –                                | Modul zum GDL✶ (alt DTSA✶) (ab 14 Jahre + KTSA Gold)    | VDST-Einkleber für den Taucherpass + VDST-CMAS ID–Karte                | –                                  | –                                | Boot I (ab 12 Jahre + KTSA Gold)             | VDST Aufkleber                   |
| –                                | –                                | –                                                       | –                                                                      | –                                  | –                                | Boot II (ab 12 Jahre + KTSA Gold)            | VDST Aufkleber                   |

### German Divers Licence früher Deutsche Tauchsportabzeichen (VDST-DTSA)
Jugendliche ab 14 Jahren und Erwachsene können im VDST verschiedene German Divers Licence (GDL) (Deutsche Tauchsportabzeichen (DTSA)) erwerben. Diese Abzeichen sind die Befähigungsnachweise des VDST für den Sporttaucher. Es werden drei verschiedene Richtungen mit jeweils aufeinander aufbauenden Tauchausbildungskursen und abgestuften Ausbildungsurkunden bzw. offiziellen Einklebern für den Tauchschein und CMAS
ID – Karten angeboten: Gerätetauchen, Apnoetauchen und Nitroxtauchen. Tauchscheine vieler anderer Organisationen werden als Voraussetzung zum Erwerb einer nächsthöheren Ausbildungsstufe anerkannt. Neben dem Deutschen Tauchsport-Abzeichen bieten die Vereine des VDST diverse Sonderkurse (zum Beispiel Orientierungstauchen, Nachttauchen usw.) an.
| Schnuppertauchen (ab 12 Jahre; Introductory Training Programm nach ISO 11121)       | Urkunde                                                                               | ―                                    | ―                                                      | ―                                   | ―                                                                           |
| DTSA Grundtauchschein (Basic Diver; ab 12 Jahre; Supervised Diver nach ISO 24801-1) | VDST-Einkleber für den Taucherpass                                                    | Schnorchelbrevet Basic               | Urkunde                                                | ―                                   | ―                                                                           |
| GDL / DTSA✶ (ab 14 Jahre+ KTSA Gold; Autonomous Diver nach ISO 24801-2)             | VDST-Einkleber für den Taucherpass + VDST-GDL ID–Karte + VDST-CMAS ID–Karte           | GDL Freediving ✶ / DTSA Apnoe✶       | VDST-Einkleber für den Taucherpass + VDST-GDL ID–Karte | DTSA Nitrox✶ (entspricht ISO 11107) | VDST-Einkleber für den Taucherpass + VDST-GDL ID–Karte + VDST-CMAS ID–Karte |
| GDL / DTSA✶✶                                                                        | VDST-Einkleber für den Taucherpass + VDST-GDL ID–Karte + VDST-CMAS ID–Karte           | GDL Freediving ✶✶ / DTSA Apnoe✶✶     | VDST-Einkleber für den Taucherpass + VDST-GDL ID–Karte | DTSA Nitrox✶✶                       | VDST-Einkleber für den Taucherpass + VDST-GDL ID–Karte + VDST-CMAS ID–Karte |
| GDL / DTSA✶✶✶ (Dive Leader nach ISO 24801-3.)                                       | VDST-Einkleber für den Taucherpass + VDST-GDL ID–Karte + VDST-CMAS ID–Karte           | GDL Freediving ✶✶✶ / DTSA Apnoe✶✶✶   | VDST-Einkleber für den Taucherpass + VDST-GDL ID–Karte | DTSA Triox                          | VDST-Einkleber für den Taucherpass + VDST-GDL ID–Karte + VDST-CMAS ID–Karte |
| GDL / DTSA✶✶✶✶                                                                      | VDST-Einkleber für den Taucherpass + VDST-GDL ID–Karte + VDST-CMAS ID–Karte + Urkunde | GDL Freediving ✶✶✶✶ / DTSA Apnoe✶✶✶✶ | VDST-Einkleber für den Taucherpass + VDST-GDL ID–Karte | DTSA Trimix✶                        | VDST-Einkleber für den Taucherpass + VDST-GDL ID–Karte + VDST-CMAS ID–Karte |
| ―                                                                                   | ―                                                                                     | ―                                    | ―                                                      | DTSA Trimix✶✶                       | VDST-Einkleber für den Taucherpass + VDST-GDL ID–Karte + VDST-CMAS ID–Karte |
| ―                                                                                   | ―                                                                                     | ―                                    | ―                                                      | DTSA Gasmischer                     | VDST-Einkleber für den Taucherpass + VDST-GDL ID–Karte + VDST-CMAS ID–Karte |

#### Qualifikation der DTSA
Der VDST vertritt und vermittelt die Grundregel, dass nie alleine, sondern stets in Tauchgruppen aus mindestens 2 Tauchern getaucht werden soll. Die Tauchschein-Stufen (auch: Brevetstufe) sollen dem Sporttaucher ermöglichen, in Gruppen Tauchgänge in gewissen Tiefen und in bestimmter Tauchgruppenzusammensetzung zu erleben. Eine allgemeine Übersicht erscheint hier, genauere Bestimmungen zur Qualifikation der einzelnen VDST-DTSA-Tauchscheinstufen sind der VDST-DTSA-Ordnung in ihrer jeweils gültigen Fassung zu entnehmen.
- GDL / DTSA✶ (CMAS✶): Tauchpartner – berechtigt zum Tauchen nicht mehr als eines DTSA✶ unter Führung eines Tauchers mit DTSA✶✶ (CMAS✶✶)
- GDL / DTSA✶✶ (CMAS✶✶): Autonomer Taucher – berechtigt zur Führung eines Tauchgangs mit einem Tauchpartner mit mindestens DTSA✶ (CMAS✶)
- GDL / DTSA✶✶✶ (CMAS✶✶✶): Tauchgruppenleiter – berechtigt zur Führung einer Tauchgruppe mit jeweils mindestens DTSA✶ (CMAS✶)
- GDL / DTSA✶✶✶✶: Tauchorganisator – berechtigt zur Führung von Tauchgruppen und Vereinsausfahrten mit mehreren Tauchpartnern mit jeweils mindestens DTSA✶ (CMAS✶) und der Betonung auf Sicherheits- und Notfallverhaltensweisen.

Je nach Zusammensetzung der Tauchgruppen gibt es vom VDST Empfehlungen zu den maximalen Tauchtiefen:
| VDST Empfehlung von Tauchgruppen (maximale Tauchtiefen in m)                   | VDST Empfehlung von Tauchgruppen (maximale Tauchtiefen in m) | VDST Empfehlung von Tauchgruppen (maximale Tauchtiefen in m) | VDST Empfehlung von Tauchgruppen (maximale Tauchtiefen in m) | VDST Empfehlung von Tauchgruppen (maximale Tauchtiefen in m) | VDST Empfehlung von Tauchgruppen (maximale Tauchtiefen in m) |
| STUFE des GDL / DTSA TAUCHSCHEINs                                              | Basic                                                        | GDL / DTSA✶                                                  | GDL / DTSA✶✶                                                 | GDL / DTSA✶✶✶                                                | GDL / DTSA✶✶✶✶                                               |
| ------------------------------------------------------------------------------ | ------------------------------------------------------------ | ------------------------------------------------------------ | ------------------------------------------------------------ | ------------------------------------------------------------ | ------------------------------------------------------------ |
| Basic                                                                          | nein                                                         | nein                                                         | nein                                                         | ja (12 m)                                                    | ja (12 m)                                                    |
| GDL / DTSA✶                                                                    | nein                                                         | nein                                                         | ja+ (20 m)                                                   | ja16–25 (30 m)                                               | ja16–25 (40 m)                                               |
| GDL / DTSA✶✶                                                                   | nein                                                         | ja+ (20 m)                                                   | ja (40 m)                                                    | ja (40 m)                                                    | ja (40 m)                                                    |
| GDL / DTSA✶✶✶                                                                  | ja (12 m)                                                    | ja16–25 (30 m)                                               | ja (40 m)                                                    | ja (40 m)                                                    | ja (40 m)                                                    |
| GDL / DTSA✶✶✶✶                                                                 | ja (12 m)                                                    | ja16–25 (40 m)                                               | ja (40 m)                                                    | ja (40 m)                                                    | ja (40 m)                                                    |
| Anmerkungen: + = nicht mehr als 1 DTSA✶ ; 16–25 = DTSA✶ bis 16 Jahre max. 25 m |                                                              |                                                              |                                                              |                                                              |                                                              |

#### Zeitaufwand der Ausbildung
Zeitaufwand in Stunden bis zum Erreichen der entsprechenden Stufe, jeweils ausgehend von einem unerfahrenen Taucher.
- DTSA* 14 Stunden
- DTSA** 52 Stunden
- DTSA*** 106 Stunden
- DTSA**** 165 Stunden

Inklusive aller Sonderkurse und Freigewässertauchgänge, die vor Erreichen der nächsten Stufe absolviert werden müssen.
Jeder Tauchgang ist mit 30 Minuten eingerechnet.
Vorbereitungszeiten sowie An- und Abfahrt zu den Tauchgebieten und den Theorieterminen ist nicht berücksichtigt.
Der tatsächliche Zeitaufwand wird höher sein.
Die Zeitberechnung erfolgt aus der in der Ordnung angegebenen Zeiteinheiten und Pflichttauchgängen

### Tauchlehrerausbildung
Des Weiteren bietet der VDST Ausbildungen zum Tauchlehrer an. Die jeweiligen Stufen an Tauchlehrerqualifikationen orientieren sich dabei an den Rubriken des DTSA:
| Tauchlehrer Stufe                                       | Abkürzung  | CMAS-Äquivalenz            | ISO-Normen  | Aufgaben |
| ------------------------------------------------------- | ---------- | -------------------------- | ----------- | --- |
| VDST-Jugendleiter (Gerätetauchen)                       | JL         |                            |             | Kinder- und jugendgerechte Tauchsport-Veranstaltungen organisieren und leiten. Brevetierung von Jugendschwimmabzeichen, Schwimmabzeichen, Jugendleistungsabzeichen Flossenschwimmen und Jugendleistungsabzeichen Flossenschwimmen. |
| VDST-DOSB-Trainer Assistent Breitensport (Sporttauchen) |            |                            |             | Unterstützung lizenzierter Ausbilder im Rahmen der Tauchausbildung, insbesondere an Schulen und Hochschulen. |
| VDST-DOSB-Trainer C (Gerätetauchen)                     |            |                            |             | Organisation des Grundlagentrainings im Schwimmen und der Tauchausbildung. Begleitung von Freigewässertauchgängen und ein allgemeines Bewegungsangebot schaffen.                                                                   |
| VDST-Assistenztauchlehrer                               | ATL        |                            | ISO 24802-1 | Unterrichten von Tauchschülern in einem Schwimmbecken und deren Begleitung bei Freiwassertauchgängen, sowie theoretische Ausbildung von Anfängern.                                                                                 |
| VDST-CMAS-Tauchlehrer*                                  | TL1        | CMAS Moniteur *            | ISO 24802-2 | Die Ausbildung und Bevetierung von Anfängern (DTSA/GDL *, GDL Basic). Unterrichten und brevetieren der Spezialkurse Orientierung beim Tauchen, Gruppenführung und Nachttauchen.                                                    |
| VDST-CMAS-Tauchlehrer **                                | TL2        | CMAS Moniteur **           | ISO 24802-2 | Die Ausbildung und Brevetierung von Tauchern (DTSA * bis ***). Unterrichten und brevtieren aller Spezialkurse auf denen sie ausgebildet wurden, sowie Mentoring und Training mit Tauchlehreranwärtern.                             |
| VDST-CMAS-Tauchlehrer ***                               | TL3        | CMAS Moniteur ***          | ISO 24802-2 | Ausbildung und Prüfung aller Stufen zum Tauchausbilder. Daneben Projekte oder Sonderaufgaben in Verbänden und Vereinen übernehmen. Vertretung des VDST auf nationaler und internationaler Ebene                                    |
| VDST-CMAS-Tauchlehrer ****                              | TL4        |                            |             | Leitung von Theorie- und Praxisausbildungen sowie Prüfungen von VDST Tauchlehrern |
| VDST-CMAS-Nitrox-Tauchlehrer                            | Nitrox-TL  | CMAS Moniteur Nitrox       | ISO 11107   | Ausbildung und Brvertierung für das Tauchen mit Nitrox. |
| VDST-CMAS-Nitrox-Tauchlehrer-Prüfer                     | Nitrox-TLP |                            |             | Ausbildung und Brevertierung von Nitrox-Tauchlehrern. |
| VDST-DOSB-Trainer C (Apnoetauchen)                      |            |                            |             | Organisation des Grundlagentrainings im Schwimmen und der Apnoeausbildung im Schwimmbad. |
| VDST-CMAS-Apnoe-Tauchlehrer*                            | Apnoe-TL1  | CMAS Freediving Instructor | ISO 13970   | Unterrichten des Apnoetauchens im Schwimmbad und Freiwasser. (Tief- und Streckentauchen. DTSA Apnoe * bis ***) |
| VDST-CMAS-Apnoe-Tauchlehrer**                           | Apnoe-TL2  | CMAS Freediving Instructor | ISO 13970   | Unterrichten des Apnoetauchens im Schwimmbad und Freiwasser. (Tief- und Streckentauchen. DTSA Apnoe * bis ****) |
| VDST-CMAS-Apnoe-Tauchlehrer***                          | Apnoe-TL3  |                            |             | Apnoe-Tauchlehrer-Examen abnehmen und Apnoe-Tauchlehrer brevetieren. Daneben Apnoe-Tauchlehrer-Kandidaten ausbilden und Projekte oder Sonderaufgaben in Verbänden und Vereinen übernehmen.                                         |
| VDST-Medizinausbilder                                   |            |                            |             | Unterrichten von erster Hilfe, Herz-Lungen-Wiederbelebung und anderen medizinischen Inhalten in Tauchkursen. |

## CMAS Germany
In Deutschland vertritt der VDST die Confédération Mondiale des Activités Subaquatiques (CMAS). CMAS Germany ist eine Arbeitsabteilung des VDST. Für folgende Organisationen übernimmt der VDST die deutsche Vertretung, d. h. die Verwaltung der abgelegten Tauchprüfungen (Brevet's) gegenüber CMAS International:
- IAC – International Aquanautic Club[24] (bis 2012 Barakuda International Aquanautic Club)
- DLRG – Deutsche Lebens-Rettungs-Gesellschaft e. V.[25]
- FiT – Freie internationaltätige Tauchlehrer[26]
- FST – Fachverband staatlich geprüfter Tauchsportlehrer[27]
- ICMC – International Committee od marine conversation[28]
- IDA – International Diving Association GbR[29]
- SUB – S.U.B. Tauchsportservice GmbH – International Association for Diving Schools and Instructors[30]
- UDI – United Diving Instructors[31]
- VEST – Verband Europäischer Sporttaucher[32]
- VIT – Verband Internationaler Tauchschulen[33]
- Barakuda Wassersport GmbH (seit Januar 2017),[34] Barakuda ist aber nach eigenen Angaben immer noch Kooperationspartner von CMAS Baltic.[35]

Die CMAS verfolgte ursprünglich das Ziel in jedem Land nur eine Organisation als direkten Ansprechpartner zu haben. Dieses Konzept wird jedoch nicht für jedes Land eingehalten. Für Deutschland wurde daher im Jahr 2001 die CMAS Germany als vom VDST unabhängiger eingetragener Verein gegründet. Ziel war vor allem die weltweit wohl einmalige Zersplitterung von Interessen, Meinungen und Ausbildungsstandards im Tauchsport in Deutschland zu beenden. Insbesondere war an eine Kooperation kommerzieller Tauchorganisationen mit nicht kommerziellen Organisationen wie dem VDST gedacht. Dieser Versuch wurde jedoch aufgrund von Dissonanzen zwischen den beteiligten Tauchorganisationen u. a. über die Ausbildungsstandards, im Jahr 2004 durch Kündigung des Vertrages seitens des VDST beendet. Geblieben ist die Verwaltung der CMAS Brevets über den VDST. Inzwischen ist Tauchen ein Massensport. VDST-Vereine (ehrenamtliches Engagement) stehen inzwischen in Konkurrenz zu vielen kommerziellen Tauchschulen einer kaum überschaubaren Zahl von kommerziellen Tauchorganisationen.
Eine in Rostock ansässige Tauchbasis CMAS Baltic Commercial (bzw. DIVE CONNECTION ROSTOCK) ist unter der Bezeichnung CMAS Baltic in Deutschland als Tauchverband aktiv. CMAS Baltic beruft sich bei seiner CMAS Akkreditierung auf die CMAS Federation CMAS BALTIC Sporta Biedrība für das Land Litauen. Gemäß den CMAS Regularien ist es einer länderabhängigen Federation nicht gestattet in anderen Länder aktiv zu werden (Ausnahme Tauchausbildung eigener Urlauber). Aktivitäten des Verbandes in Lettland sind laut VDST aktuell nicht nachweisbar.
Auf Intervention des VDST (für die CMAS Germany) hat das CMAS Board of Directors in seinen Sitzung 201 vom 25. April 2018 und 205 vom 26. Januar 2019 beschlossen CMAS BALTIC Sporta Biedrība vor die CMAS Disziplinarkammer zu zitieren nach dem Einigungsversuche zwischen VDST (CMAS Germany) und CMAS Baltic endgültig gescheitert sind. Am 2. Oktober 2019 wurden die Argumente von CMAS BALTIC Sporta Biedrība u. a. auf Verletzung des EU Wettbewerbsrechts zurückgewiesen und die aus Sicht der CMAS Rechtmäßigkeit der länderabhängigen Federations betont. Eine Federation darf nur in ihrem Land Brevetierungen durchführen (Ausnahme eigene Urlauber im Ausland). CMAS BALTIC Sporta Biedrība wurde für zunächst ein Jahr aus der CMAS ausgeschlossen und zu einer Geldstrafe von 10 000 EUR plus 3 000 Gebühren verurteilt. Weitere Rechtsmittel sind möglich.
CMAS BALTIC Sporta Biedrība wurde bereits 2018 von der CMAS aus der Liste der Federations entfernt. In der Liste der Tauchschulen befindet sich die Tauchschule CMAS Baltic Commercial.
CMAS Baltic bezeichnet sich unverändert als CMAS Tauchverband und vertritt die Tauchorganisationen
- VIST – Verband Internationaler Sporttaucher[45] (VIST wurde als eingetragener Verein im Umfeld der Betreiber des Tauchsees in Hemmoor gegründet und wurde 2017 an die Firma Kara & Kara GbR verkauft.)
- UDI – United Diving Instructors[46]
- Barakuda – Barakuda Wassersport GmbH[47] (Barakuda ist seit 2017 auch in der CMAS Germany vertreten)

Offen bleibt die Anerkennung der CMAS Brevetierung ab 2018 (z. B. bei einem notwendigen Wechsel der Tauchorganisation durch einen Umzug).

## Verbandszeitschrift
Die von Barakuda (heute IAC) 1954 übernommene Verbandszeitschrift Delphin wurde mit einer Auflage von rund 20.000 Exemplaren zunächst an den Schmidt-Römhild-Verlag und kurz darauf an den Jahr-Verlag (seit 2000: Jahr Top Special Verlag) übergeben, wo sie seit 1978 als Tauchen verlegt wird.
Um weiterhin ein von einem kommerziellen Verlag unabhängiges Verbandsorgan zu besitzen, wurde in Zusammenarbeit mit Schmidt-Römhild eine neue Zeitschrift gegründet, Der Sporttaucher, die bis heute besteht. Im Januar 2006 wechselte Der Sporttaucher zum Olympia-Verlag, im Juli 2009 zu Publicom Z und wird seit Juli 2018 unter dem Namen VDST-sporttaucher von der BWH GmbH (Buchdruckwerkstätten Hannover) verlegt. Der VDST-sporttaucher erscheint sechsmal jährlich in einer verbreiteten Auflage von 58.105 Stück (Stand 2017). Seit Anfang 2021 wird die Zeitschrift von der damals neu gegründeten VDST Medien GmbH herausgebracht, erscheint heute bis zu fünf Mal im Jahr als Printausgabe sowie monatlich als E-Book.

## Personalien

### Präsidenten
- Okt. 1954: Rainer Schwarz (kommissarisch)
- 1954–1958: Hans Reinerth
- 1958–1968: Jens Peter Paulsen (Berkemann)
- 1968–1977: Hans-Joachim Bergann
- 1977–1986: Paul Baumhaus
- 1986–1996: Udo Radzei
- 1996–2000: Friedrich Naglschmid
- 2000: Ralf Specht (kommissarisch)
- 2000–2003: Axel Kern
- 2003–2019: Franz Brümmer
- seit 2019: Uwe Hoffmann

### Ehrenpräsidenten
- Hans Reinerth (1958)
- Jens Peter Paulsen (Berkemann) (1968)
- Hans-Joachim Bergann (1980)
- Paul Baumhaus (1986)

### Ehrenmitglieder
- Hans Hass (1974)
- Dieter Ertl (1991; Ehrenmitglied d. Vorstandes)
- Jürgen Warneke (2007)
- Hans-Joachim Roggenbach (2009)
- Norbert Amm (2019)